# کمشک
کمشک روستایی که مرکز دهستان فرامرزان بخش جناح شهرستان بستک استان هرمزگان ایران است.
در ۷۲ کیلومتری جنوب غربی بستک واقع شده‌است.

## محدوده کمشک
محدوده کمشک از شمال به گری رودخانه (کال و پس بند) و گردنه خنجو وزین الدینی و سپس بخش اشکنان شهرستان لامرد استان فارس، از جنوب به کوه دوک، از مغرب به کوه کمشک  و از سمت مشرق به روستای گچویه و کنارسیاه محدود می‌گردد.

## جمعیت
جمعیت این روستا بر اساس سرشماری سال ۱۳۹۵ جمعیت آن ۳٬۶۳۵ نفر (۹۳۲ خانوار)
بوده‌است. که از اهل سنت و از شاخه شافعی هستند یعنی از پیروان امام محمد ادریس شافعی می‌باشند و به زبان اچمی با گویش محلی صحبت می‌کنند.
و دارای دفتر پست ، برق ، لوله‌کشی آب ، استخر شنا ، سالن های ورزشی سرپوشیده ، زمین چمن مصنوعی ، پارک ، دفتر ثبت احوال ، مرکز نیکوکاری کمیته امداد ، درمانگاه ، رادیولوژی ، دندان پزشکی ، تلفن ، بانک ، آب‌انبار ، برکه ، دبستان ، مدرسه راهنمایی و دبیرستان است، نه باب مسجد دارد.

## قنات
دارای دو رشته قنات جاری یکی قنات کوران ۳۰۰ من (۱۲۰۰ کیلو) و از دیگری قنات لاور لب شور ۲۰۰ من (۸۰۰۰ کیلو) زراعت می‌شود. آب زیر زمینی اش شیرین است.
حدود ۸۰۰۰ اصله نخل دیم و ۱۰۰۰۰ من (۴۰۰۰۰کیلو) زمین دیم دارد.
قناتهای کمشک از قدیمیترین قنات‌های استان هرمزگان می‌باشد.

## آرامگاه
آرامگاه سید محمد سیدکامل پیر در کمشک واقع است.

## فهرست منابع و مآخذ
- محمدیان، کوخردی، محمد،  «شهرستان بستک و بخش کوخرد» ، ج۱. چاپ اول، دبی: سال انتشار ۲۰۰۵ میلادی.
- عباسی، قلی، مصطفی،  «بستک وجهانگیریه»،  چاپ اول، تهران: ناشر: شرکت انتشارات جهان معاصر، سال ۱۳۷۲ خورشیدی.
- سلامی، بستکی، احمد.  (بستک در گذرگاه تاریخ)  ج۲ چاپ اول، ۱۳۷۲ خورشیدی.
- نگاره‌ها از: احمد سلمان گوده‌ای و محمد محمدیان کوخِردی.
- بالود، محمد.  (فرهنگ عامه در منطقه بستک)  ناشر همسایه، چاپ زیتون، انتشار سال ۱۳۸۴ خورشیدی.
- مهندس: موحد، جمیل. (بستک و خلیج فارس) چاپ اول، تهران: سال انتشار ۱۳۴۳ خورشیدی.
- بالود، محمد.  (فرهنگ عامه در منطقه بستک)  ناشر همسایه، چاپ زیتون، انتشار سال ۱۳۸۴ خورشیدی.
- الکوخردی، محمد، بن یوسف، (کُوخِرد حَاضِرَة اِسلامِیةَ عَلی ضِفافِ نَهر مِهران Kookherd, an Islamic District on the bank of Mehran River) الطبعة الثالثة، دبی: سنة ۱۹۹۷ للمیلاد.
- بختیاری، سعید،  «اتواطلس ایران» ، “ مؤسسه جغرافیایی وکارتگرافی گیتاشناسی، بهار ۱۳۸۴ خورشیدی.
- چمن پیرا، ناصر پاییز ۱۳۷۴ خورشیدی.
- محمد، صدیق «تارخ فارس» صفحه‌های (۵۰ ـ ۵۱ ـ ۵۲ ـ ۵۳)، چاپ سال ۱۹۹۳ میلادی.
- اطلس گیتاشناسی استان‌های ایران [Atlas Gitashenasi Ostanhai Iran] (Gitashenasi Province Atlas of Iran)